# Citroën C-Triomphe
Citroën C-Triomphe — среднеразмерный седан, выпускавшийся для китайского рынка подразделением Dongfeng Peugeot-Citroën — совместным предприятием между PSA Group и Dongfeng.

## Описание
Модельный ряд Citroën C-Triomphe был разработан в дополнение к другим китайским моделям, таким как Fukang и Elysée.
В апреле 2007 года было объявлено, что четырёхдверный Citroën C4 будет выпускаться в Аргентине. Аргентинская и бразильская версии продаются как C4 Pallas на некоторых рынках Южной Америки и Европы.
C-Triomphe представляет собой версию седана с кузовом C4, поскольку китайский рынок предпочитает традиционные седаны, а не хэтчбеки. Однако обозначение не сохранилось, потому что в китайском языке цифра «4» является «несчастной». Седан намного крупнее хэтчбека: его длина составляет 4770 мм по сравнению с 4260 мм у хэтчбека, а колёсная база составляет 2710 мм против 2610 мм у хэтчбека. Это привело к тому, что седан C-Triomphe был отнесён к классу больших семейных автомобилей. C-Triomphe обладает рядом уникальных функций, таких как встроенный освежитель воздуха, который позволяет водителю выбирать запах в салоне.

## Галерея

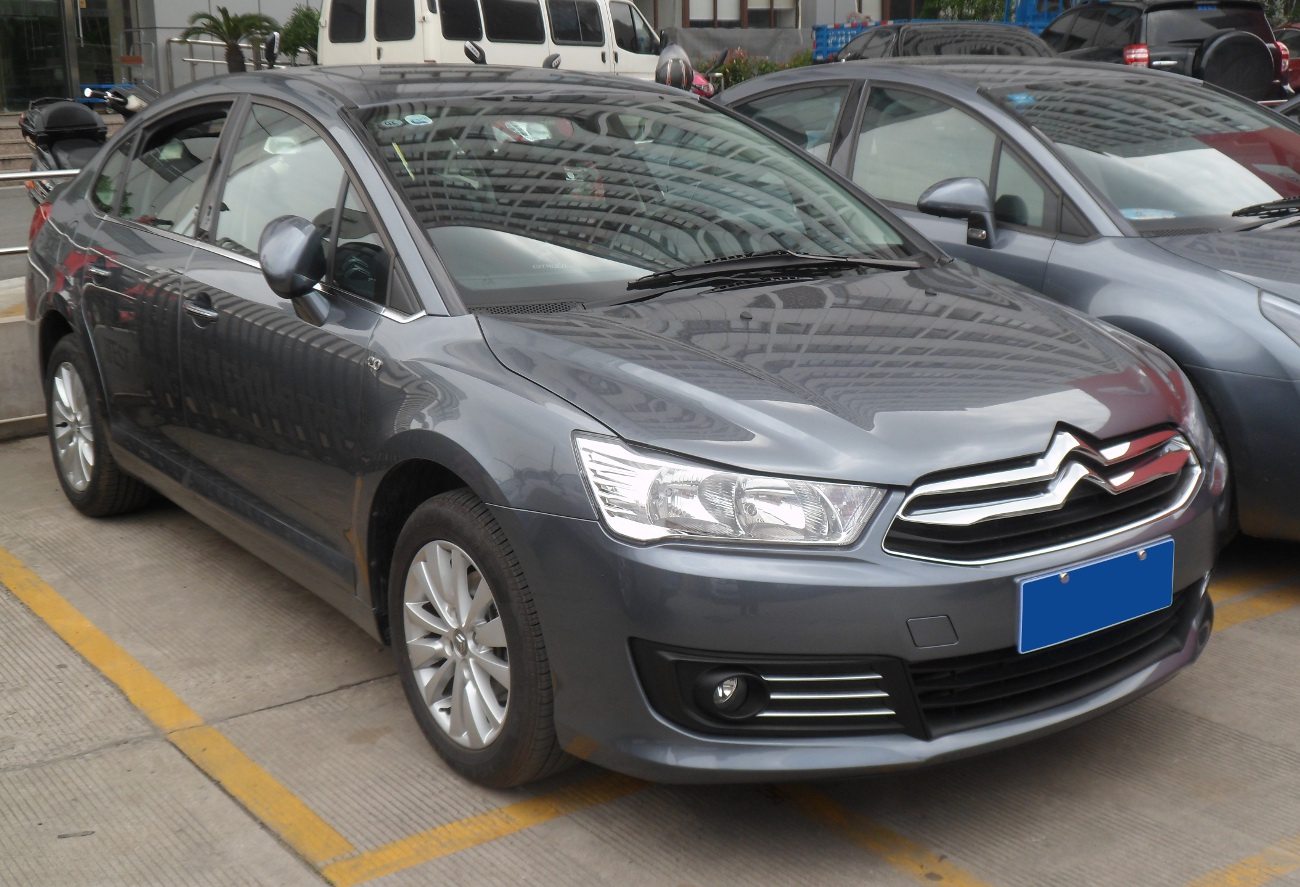
Вид спереди
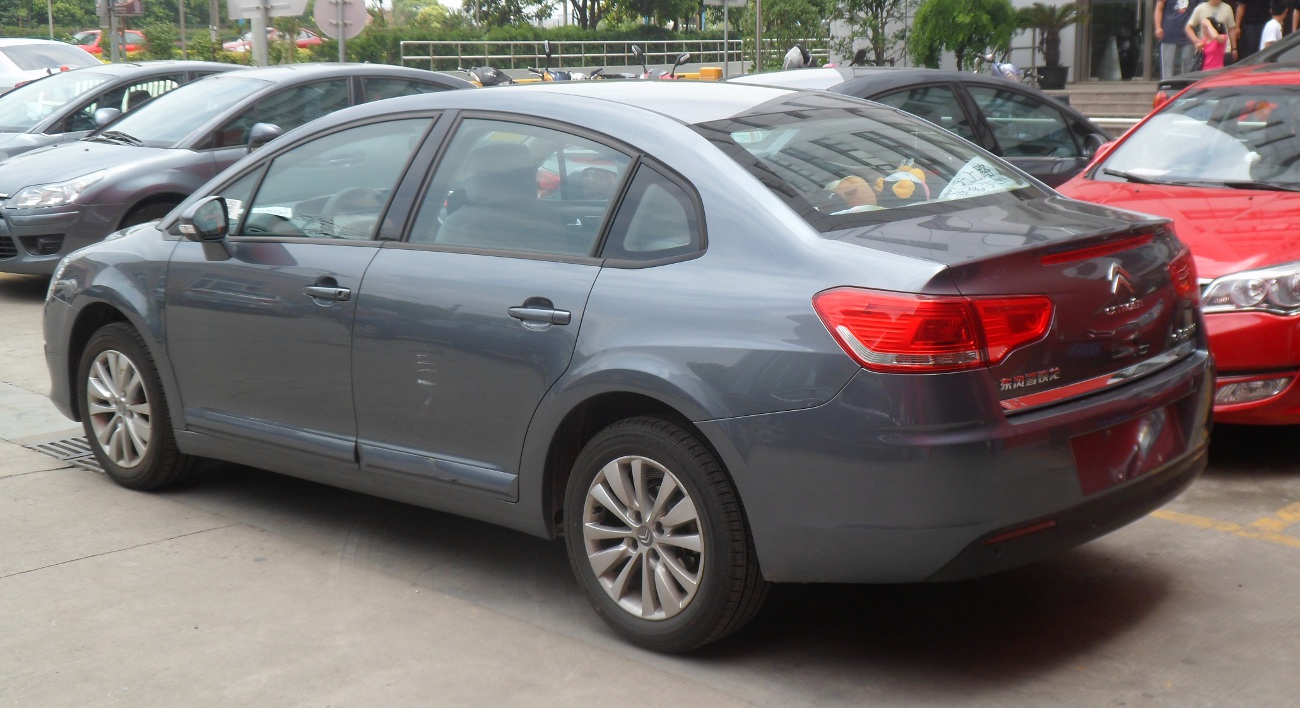
Вид сзади
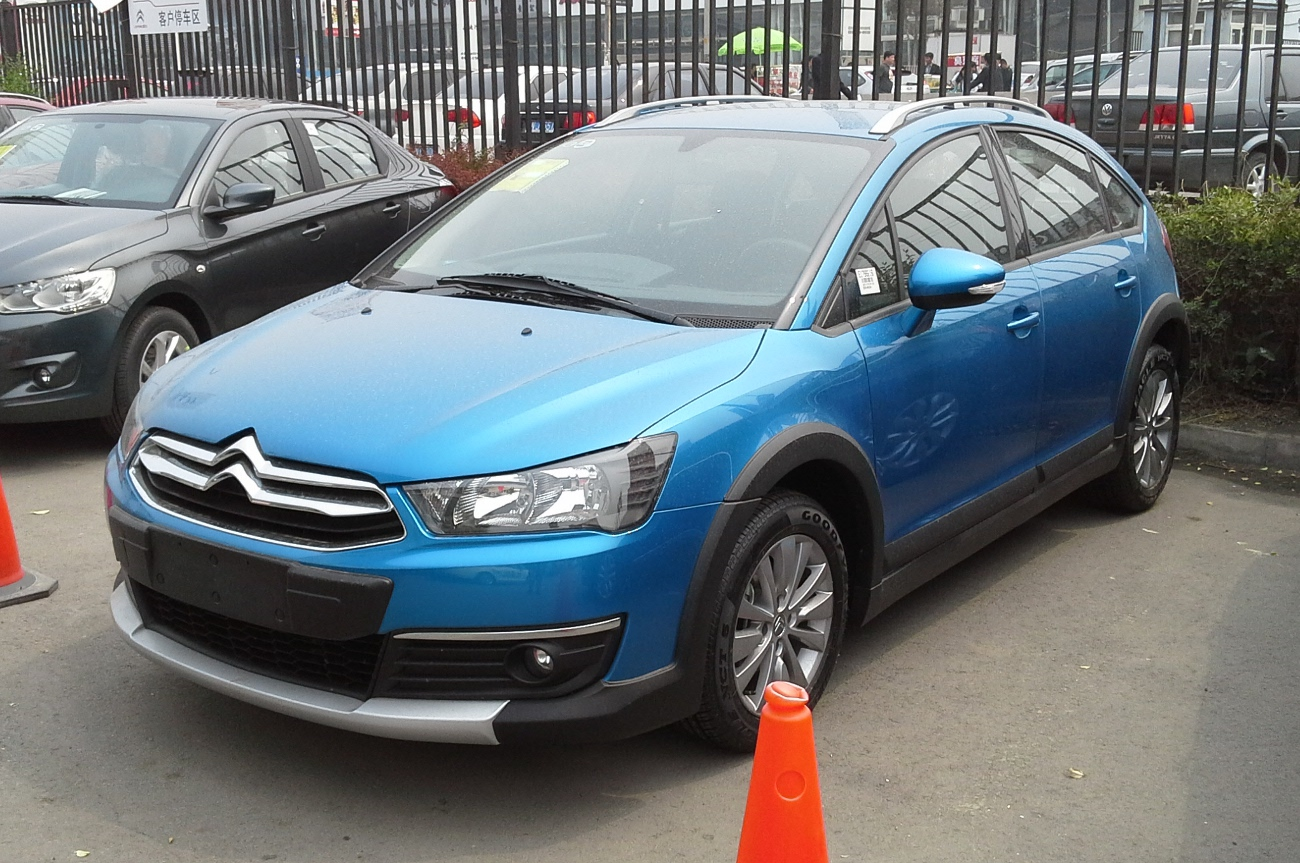
Citroën C-Quatre Cross